# Sevelamer
Sevelamer, vendido sob a marca Renagel, entre outras, é um medicamento usado para tratar a hiperfosfatemia na doença renal crónica. No Reino Unido é um tratamento de segunda linha. É tomado por via oral com as refeições.
Os efeitos secundários comuns incluem dor abdominal, diarreia, náuseas e constipação podendo também ocorrer uma erupção cutânea. Funciona ao ligar o fosfato nos intestinos.